# 5305 Bernievolz
5305 Bernievolz este un asteroid din centura principală de asteroizi.

## Descriere
5305 Bernievolz este un asteroid din centura principală de asteroizi. A fost descoperit pe 7 noiembrie 1978 la Observatorul Palomar de Eleanor Francis Helin și Schelte J. Bus. Asteroidul prezintă o orbită caracterizată de o semiaxă mare de 2,44 ua, o excentricitate de 0,15 și o înclinație de 1,8° în raport cu ecliptica.